# Championnat de Mauritanie de football 2023-2024
Navigation
Édition précédente Édition suivante
La saison 2023-2024 du Championnat de Mauritanie de football est la quarante-cinquième édition de la Super Division 1, le championnat national de première division en Mauritanie. Les quatorze équipes se rencontrent deux fois au cours de la saison. À la fin du championnat, les deux derniers du classement sont relégués et remplacés par les deux finalistes du championnat de deuxième division.
Le FC Nouadhibou est le tenant du titre.

## Déroulement de la saison
Le championnat commence le 15 septembre 2023.
Le FC Nouadhibou, le tenant du titre, remporte son 12e championnat et son 7e consécutivement.

## Participants
- Nouakchott King's
- ASC SNIM
- ACS Ksar est renommé  FC Ksar
- ASAC Concorde
- AS Garde Nationale
- ASC Tidjikja renommé Chemal FC
- FC Nouadhibou
- FC Tevragh Zeïna
- Kaédi FC
- FC Inter Nouakchott
- ASC Gendrim
- AS Douanes
- AS Pompiers - Promu de D2
- ASC Entou de Kiffa - Promu de D2

## Compétition
Le classement est établi sur le barème de points suivant : victoire à 3 points, match nul à 1, défaite à 0.
| Rang | Équipe               | Pts | J  | G  | N  | P  | Bp | Bc | Diff |
| ---- | -------------------- | --- | -- | -- | -- | -- | -- | -- | ---- |
| 1    | FC Nouadhibou T      | 66  | 26 | 21 | 3  | 2  | 48 | 14 | +34  |
| 2    | AS Douanes           | 59  | 26 | 17 | 8  | 1  | 55 | 18 | +37  |
| 3    | FC Tevragh Zeïna     | 52  | 26 | 15 | 7  | 4  | 43 | 15 | +28  |
| 4    | ASC Gendrim          | 40  | 26 | 11 | 7  | 8  | 25 | 24 | +1   |
| 5    | Nouakchott King's    | 36  | 26 | 9  | 9  | 8  | 39 | 32 | +7   |
| 6    | FC Inter Nouakchott  | 31  | 26 | 8  | 7  | 11 | 29 | 34 | -5   |
| 7    | AS Pompiers P        | 30  | 26 | 8  | 6  | 12 | 28 | 38 | -10  |
| 8    | Kaédi FC             | 29  | 26 | 7  | 8  | 11 | 31 | 41 | -10  |
| 9    | Chemal FC            | 28  | 26 | 6  | 10 | 10 | 26 | 27 | -1   |
| 10   | AS Garde Nationale   | 28  | 26 | 6  | 10 | 10 | 24 | 32 | -8   |
| 11   | ASC SNIM             | 26  | 26 | 5  | 11 | 10 | 22 | 34 | -12  |
| 12   | FC Ksar              | 26  | 26 | 6  | 8  | 12 | 17 | 33 | -16  |
| 13   | ASAC Concorde        | 24  | 26 | 6  | 6  | 14 | 18 | 32 | -14  |
| 14   | ASC Entou de Kiffa P | 17  | 26 | 3  | 8  | 15 | 28 | 59 | -31  |

|  | Qualification pour la Ligue des champions 2024-2025                                        |
|  | Qualification pour la Coupe de la confédération 2024-2025                                  |
|  | Relégation                                                                                 |
|  | T : Tenant du titre C : Vainqueur de la Coupe de Mauritanie P : Promu de deuxième division |

## Bilan de la saison
| Championnat de Mauritanie de football 2023-2024 |                           |
| Champion                                        | FC Nouadhibou (12e titre) |
| Qualifications continentales                    |                           |
| Ligue des champions de la CAF 2024-2025         | FC Nouadhibou             |
| Coupe de la confédération 2024-2025             | aucun                     |
| Promotions et relégations                       |                           |
| Promus en Première division                     | ASC Touldé                |
| Promus en Première division                     | FC Nzidane                |
| Relégués en Deuxième division                   | ASAC Concorde             |
| Relégués en Deuxième division                   | ASC Entou de Kiffa        |